# Лунна орбитална станция
Лунна орбитална станция, съкратено ЛОС, е планирана руска космическа станция, която ще лети в орбита около Луната.
Проектът е разкрит по време на конференция в треничовъчния център „Юрий Гагарин“ в Звездното градче. Това е едната част от планираната лунна инфраструктура от Русия, другата е база на повърхността на Луната. Планира се ЛОС да разполога с шест отсека за скачване, антена за комуникация, двигатели за маневриране и контрол на височината, слънчеви панели и роботизирана ръка близка по устройство до разработваната от ЕКА за руския сегмент от Международната космическа станция. Станцията ще бъде изстреляна със свръхтежкотоварна версия на ракета-носител Ангара. Планира се конструирането на станцията да бъде завършено след 2030 г.